# Episodi di Im Namen des Gesetzes (quinta stagione)
La quinta stagione della serie televisiva Im Namen des Gesetzes è stata trasmessa in anteprima in Germania dalla RTL Television tra il 21 settembre 1999 e il 6 giugno 2000.
| nº | Titolo originale   | Titolo italiano | Prima TV Germania | Prima TV Italia |
| -- | ------------------ | --------------- | ----------------- | --------------- |
| 1  | Mord ohne Mörder   | inedito         | 21 settembre 1999 | inedito         |
| 2  | Teuflische Rache   | inedito         | 28 settembre 1999 | inedito         |
| 3  | Taxi ins Jenseits  | inedito         | 5 ottobre 1999    | inedito         |
| 4  | Tod und begraben   | inedito         | 12 ottobre 1999   | inedito         |
| 5  | Freitag der 13.    | inedito         | 19 ottobre 1999   | inedito         |
| 6  | Preis der Wahrheit | inedito         | 26 ottobre 1999   | inedito         |
| 7  | Schatten des Todes | inedito         | 2 novembre 1999   | inedito         |